# Passandra fasciata
Passandra fasciata là một loài bọ cánh cứng trong họ Passandridae. Loài này được Gray in Griffith miêu tả khoa học năm 1832.